# Slag bij Plataeae
De Slag bij Plataeae vond plaats in 479 v.Chr. tussen een alliantie van de Griekse poleis Sparta, Athene, Korinthe, Megara en anderen tegen Perzië.

## Achtergrond
Na de Slag bij Salamis keerde Xerxes I terug naar Perzië, terwijl hij Mardonius de leiding gaf over het veroverde Griekse territorium. Mardonius verzocht via Alexander I van Macedonië om een wapenstilstand met Athene, met het aanbod om autonomie te verlenen en Perzische hulp bij de wederopbouw van hun stad. Athene verwierp dit aanbod en vroeg Sparta om ondersteuning, ook al waren de Spartanen meer geïnteresseerd in de bescherming van de Peloponnesos. Mardonius heroverde vervolgens Athene, maar weer verwierpen de Atheners zijn voorstel voor vrede. De Spartanen aarzelden, aangezien zij bezig waren met de viering van een religieus festival, maar uiteindelijk stuurden zij toch 40.000 man onder het commando van Pausanias ter ondersteuning van Athene. De Spartanen zagen de ernst van de situatie in; het waren de Griekse stadstaten die voor hun bestaan vochten tegen de Perzische macht. De Spartanen brachten 5.000 ‘’Spartiates’’ (soldaten met volledig burgerschap) op het veld; dit was de grootste Spartaanse strijdmacht die ooit in één enkele veldslag bij elkaar gebracht werd. De Spartaanse strijdkrachten bestonden normaal gesproken uit relatief weinig echte Spartaanse soldaten, maar merendeels uit perioiken, Heloten (=dienaars van de staat) en soldaten van hun bondgenoten. Toen Mardonius de komst van het Spartaanse leger ter ore kwam, plunderde hij voor een derde keer Athene om zich daarna terug te trekken naar Thebe in afwachting van de Griekse strijdmacht.

## Veldslag
Mardonius versterkte de rivier de Asopus in Boeotia in de hoop dat de Grieken niet in staat zouden zijn zich tegen hem te verenigen. De Atheners stuurden echter 8.000 man en marcheerden samen met het Spartaanse leger van 40.000 man richting de pas over het Cithaerongebergte, waar zij zich succesvol zouden kunnen verdedigen tegen Perzische verrassingsaanvallen. Mardonius voerde een cavalerieaanval uit onder aanvoering van commandant Masistius om de pas te veroveren, maar die werd tegengehouden door de Megaranen en de Atheners onder het commando van Olympiodorus. Masistius werd gedood en zijn cavalerie blies de aftocht. De Grieken trokken weg van de pas richting de vlakte van Plataeae, waar Mardonius zijn kamp had opgeslagen en waar de Griekse hoplieten makkelijker konden manoeuvreren. De Atheners vormden tijdens deze beweging de linkerflank van het leger, terwijl de Spartanen de rechterflank vormden met de Tegeanen als centrum.
Ondertussen had het Griekse leger versterkingen ontvangen uit vele andere stadstaten, waardoor de totale Griekse troepenmacht bestond uit 110.000 man. De stadstaat Korinthe stuurde 5.000 hoplieten ter ondersteuning van hun Helleense broeders. Volgens Herodotus zette Mardonius daar aan de andere kant 250.000 man tegenover. Herodotus staat echter bekend om het overdrijven van aantallen, dus het ware aantal was waarschijnlijk minder dan 80.000. Andere historici geven weer heel andere cijfers (zie infobox). Beide legers sloegen tegenover elkaar hun kamp op en gedurende tien dagen deden zich alleen kleine schermutselingen voor. Uiteindelijk besloot Mardonius tot de aanval, maar de Grieken waren gewaarschuwd door Alexander van Macedonië. De Atheners en Spartanen verwisselden hun positie, zodat de Atheners de verdediging tegen de Perzische hoofdmacht op zich konden nemen, terwijl de Spartanen zouden vechten tegen de Griekse onderdanen in het Perzische leger. De Perzen leidden echter de Griekse watertoevoer om en blokkeerden hun bevoorrading, waardoor de Grieken gedwongen waren om een nieuwe plek voor hun kamp te zoeken.
Toen hij tot de ontdekking kwam dat de Grieken hun positie hadden verlaten, zette Mardonius de achtervolging in. De Perzische cavalerie en boogschutters ontmoetten als eerste de Spartanen en de infanterie volgde niet lang daarna. De cavalerie en boogschutters konden weinig schade toebrengen en vertrokken toen de infanterie arriveerde. De numeriek superieure Perzische troepen konden niet door de Griekse linies van hoplieten breken; de lange speer van de hoplieten gaf hun een tactisch voordeel over de Perzische korte speer en hun zwaard. De Perzen werden vernietigd. Mardonius zelf werd gedood door een Spartaan, genaamd Arimnestus. De Perzische satraap Artabazus, die vergeefs had geprobeerd om Mardonius over te halen om een mêleegevecht te vermijden, nam het bevel over de Perzische legermacht en trok zich onmiddellijk terug, de Grieken aldus de mogelijkheid biedend om hun kamp in te nemen. Volgens Herodotus overleefden slechts 43.000 van de 250.000 Perzen het gevecht, terwijl de Grieken in totaal slechts 759 man zouden hebben verloren, waaronder 600 tegen de Thebaanse ruiterij.

## Nasleep

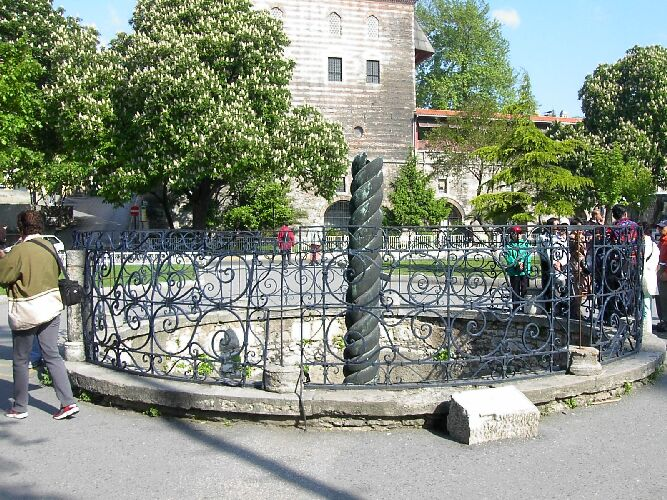
De bronzen kolom in de vorm van vervlochten slangen, nu in de Hippodroom van Istanboel

Volgens de traditie vond op dezelfde dag de Slag bij Mycale plaats, waar de Griekse vloot de Perzische vernietigde in de Egeïsche Zee voor de kust van Ionië. Het Perzische leger, nu onder het bevel van Artabazus, trok zich na Plataeae helemaal terug naar Anatolië. Dit betekende het einde van de Perzische Oorlogen. De Perzen zouden nooit meer een veroveringsoorlog in Griekenland wagen, ook al bleven zij de Grieken lastigvallen, niet zelden door hen met succes tegen elkaar uit te spelen, totdat zij zelf werden veroverd in de 4e eeuw v.Chr. door Alexander de Grote.
Een bronzen kolom in de vorm van vervlochten slangen werd van de geplunderde schatten uit het Perzische kamp gemaakt om alle Griekse stadstaten, die deelgenomen hadden aan de strijd, te herdenken. Een gedeelte ervan is bewaard gebleven in de Hippodroom van Istanboel.